# Kymographe

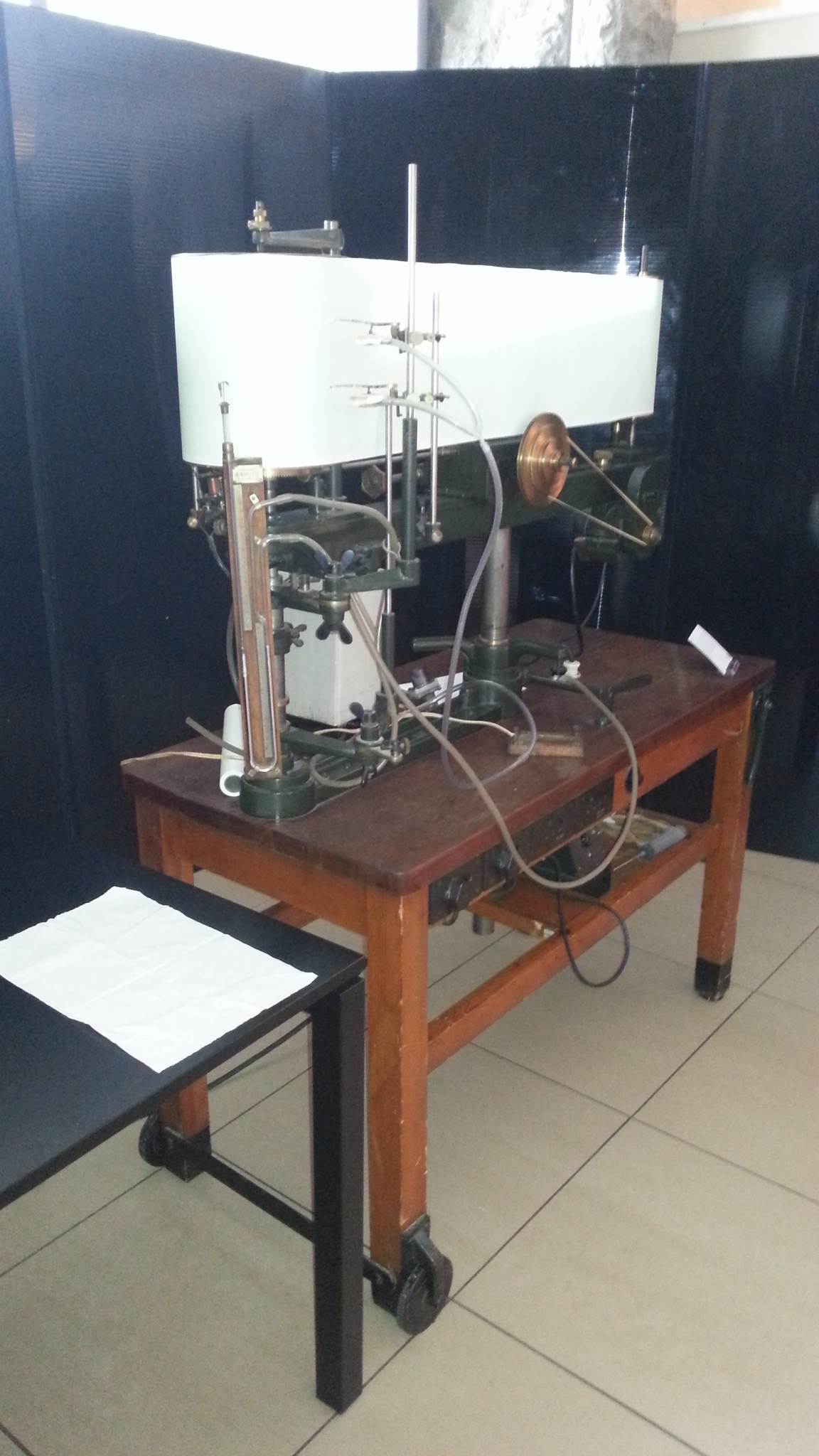
Un kymographe.

Le kymographe (parfois nommé hémodynanomètre ou kymographion) est un appareil servant à enregistrer les modifications de la pression sanguine artérielle inventé par le médecin et physiologiste allemand Carl Friedrich Wilhelm Ludwig en 1847.